# Eva May
Eva May, nata Eva Maria Mandl (Vienna, 29 maggio 1902 – Baden, 10 settembre 1924), è stata un'attrice austriaca.
Figlia del regista e produttore Joe May e dell'attrice Mia May, Eva intraprese anche lei la carriera artistica. Morì suicida nel 1924.

## Biografia
Nata a Vienna nel 1902, crebbe e visse tra la città natale, Berlino e Amburgo cambiando spesso casa a causa della professione dei genitori, entrambi popolari nomi del cinema tedesco. Pure Eva iniziò a lavorare nel cinema: il suo esordio risale al 1914, quando aveva dodici anni, in un film diretto da suo padre.
Ritornò a recitare nel 1918: sotto la direzione del suo primo marito, il regista Erik Lund, girò alcuni film che le diedero presto una buona popolarità presso il pubblico di lingua tedesca. Eva si sposò ancora due volte, sempre con registi: il secondo marito fu Lothar Mendes, il terzo Manfred Noa.
Attrice di talento, ma capricciosa, ebbe un rapporto difficile con i genitori. Si fidanzò anche con Rudolf Sieber prima che questi incontrasse Marlene Dietrich, la sua futura moglie. Nel 1923, Eva tentò il suicidio tagliandosi i polsi. Dopo aver cercato inutilmente di sposare suo cugino, il fabbricante d'armi Fritz Mandl (che in seguito sarebbe diventato il primo marito di Hedy Lamarr), Eva si sparò, uccidendosi a ventidue anni.
Dopo il suicidio della figlia, sua madre lasciò le scene non volendo più recitare.